# Tweekantige steek

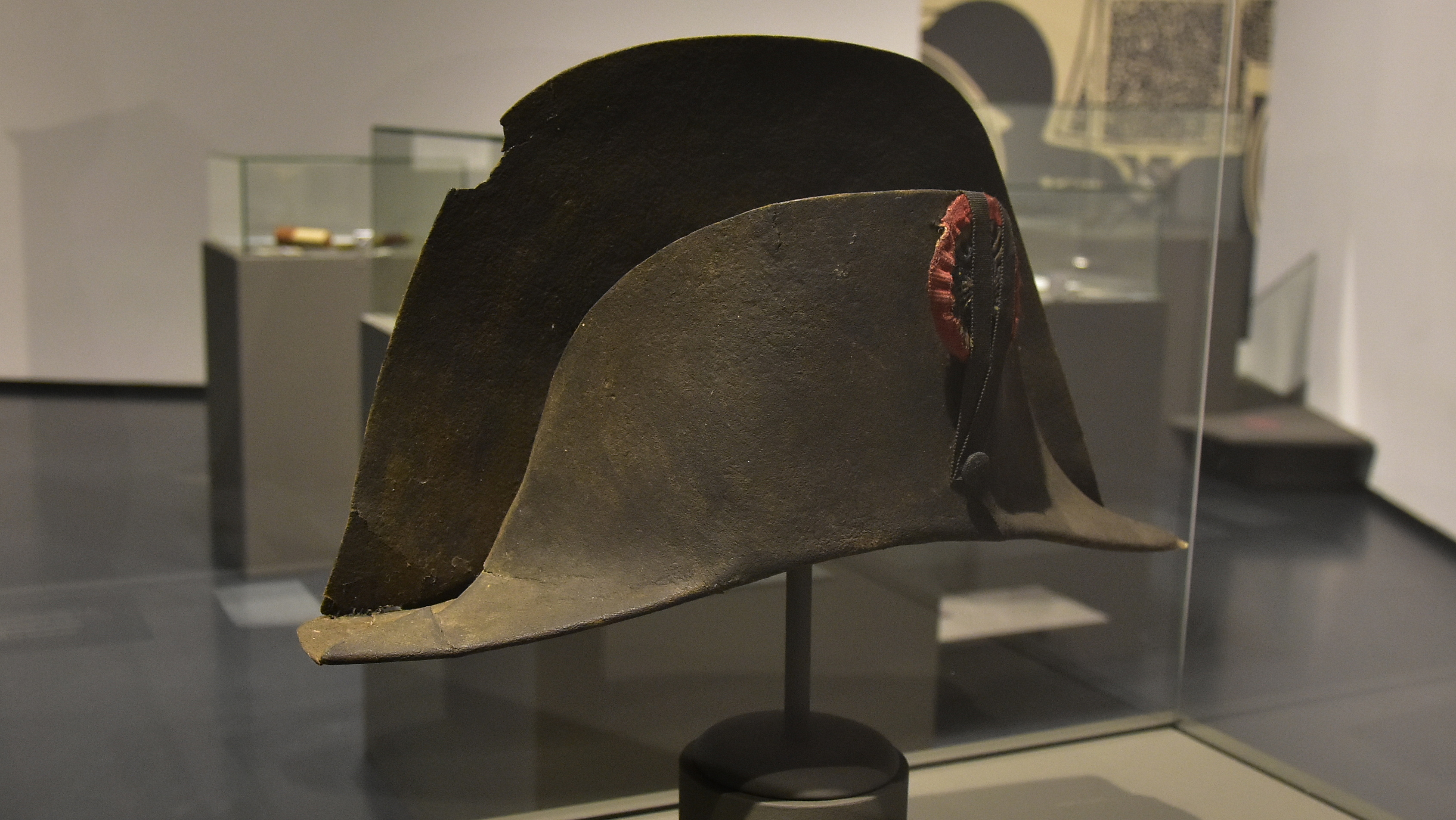
Bicorne die Napoleon in 1815 in België droeg

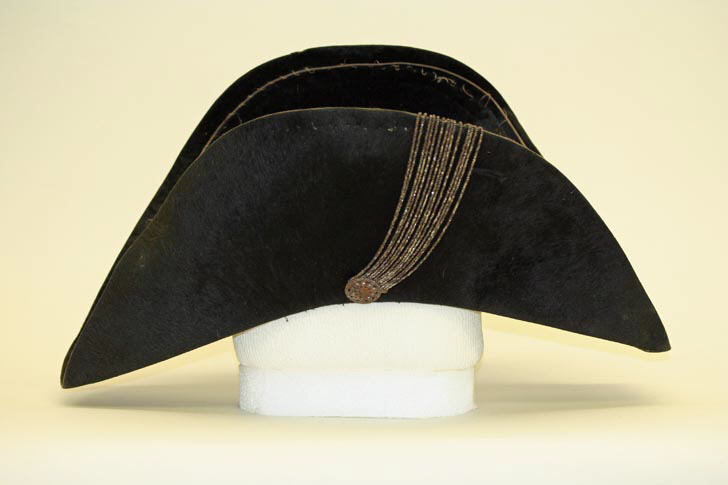
Tweekantige steek

Een tweekantige steek of punthoed (Frans: bicorne) is een hoofddeksel waarvan de rand aan weerszijden is opgeslagen. Hij wordt thans nog gedragen door de kerkbaljuw van sommige rooms-katholieke kerken en maakte vroeger vaak deel uit van het militaire uniform. De tweekantige steek ontstond aan het einde van de 18e eeuw uit de driekantige steek.
Twee randen zijn naar boven omgeslagen. Dit kan op verschillende manieren:
- voor- en achterzijde omgeslagen (zoals de steken van Napoleon)
- linker- en rechterzijde omgeslagen

Verder bestaat er verschil in constructie tussen de tweezijdige steken met vast gevormd hoofddeksel en steken met een soepel zijden tussenstuk. Deze laatste kunnen plat onder de arm worden gedragen. 
Bij de Nederlandse Koninklijke Landmacht behoorde de steek tot 1948 tot het ceremoniële tenue van opperofficieren. In 1957 werd de steek ook voor het ceremoniële tenue van vlagofficieren van de Koninklijke Marine afgeschaft. De steek behoort eveneens tot het ambtskostuum van bewindslieden, kamerleden, hoge ambtenaren en hofdignitarissen. Die ambtskostuums zijn weliswaar nooit afgeschaft, maar het dragen ervan is sinds de jaren zestig van de twintigste eeuw in onbruik geraakt. Op Prinsjesdag lopen lakeien met tweekantige steken aan weerszijden van de Gouden Koets, terwijl de koetsier een driekantige steek draagt. Joseph Luns was de laatste die als minister van Buitenlandse Zaken bij officiële gelegenheden een steek droeg.
De tweekantige steek wordt nog wel gebruikt als humoristisch teken van waardigheid door de carnavalsprins en zijn entourage.

## Wetenswaardigheden
- André van Duin zong in de film de boezemvriend het lied "Waar is de steek van de keizer?".
- Met papier en andere eenvoudige materialen is een steek voor kinderen eenvoudig te maken.[4]

## Galerij

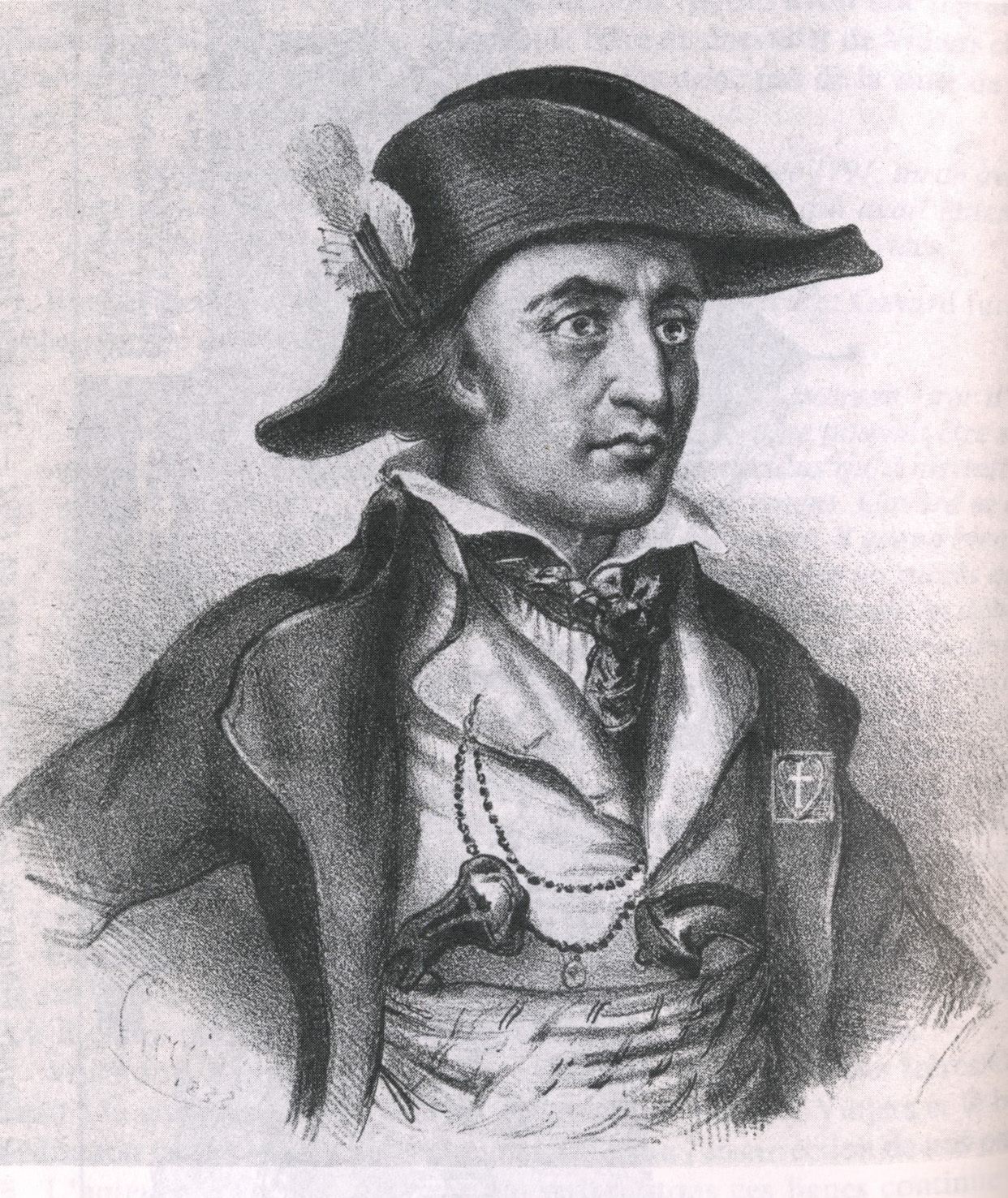
Tweepuntige steek
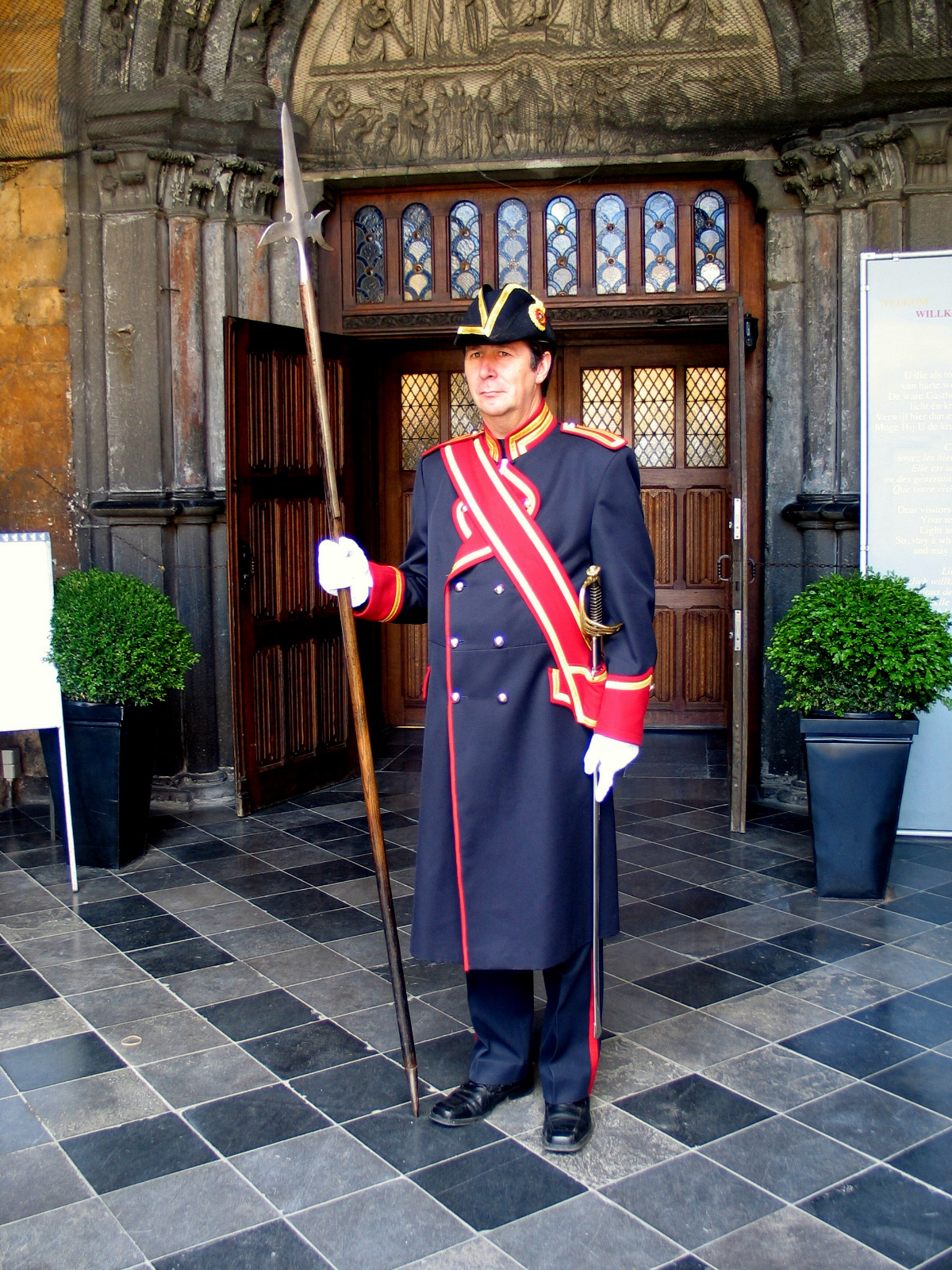
Steek gedragen door de kerkbaljuw van de Onze-Lieve-Vrouwebasiliek te Tongeren
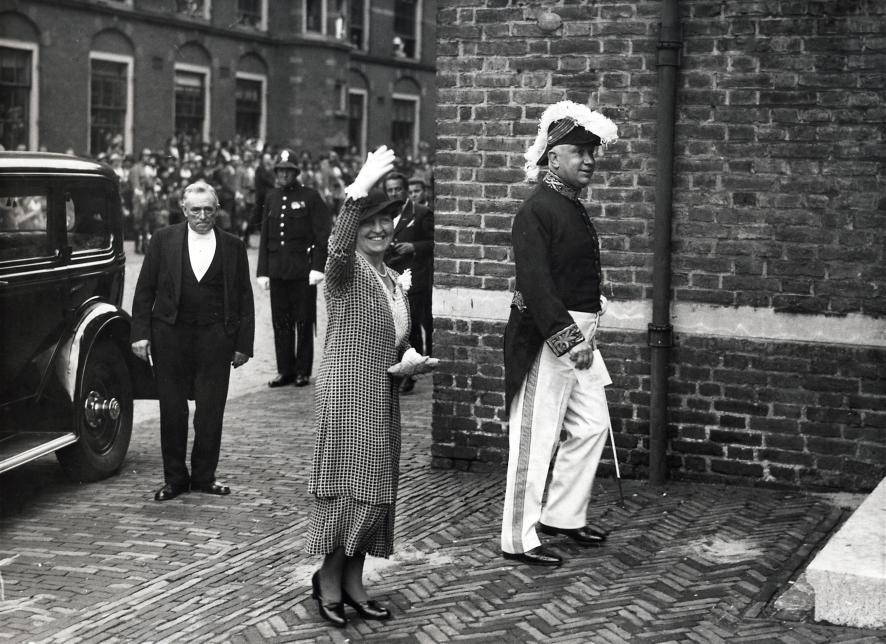
Nederlands ministersuniform (1934)
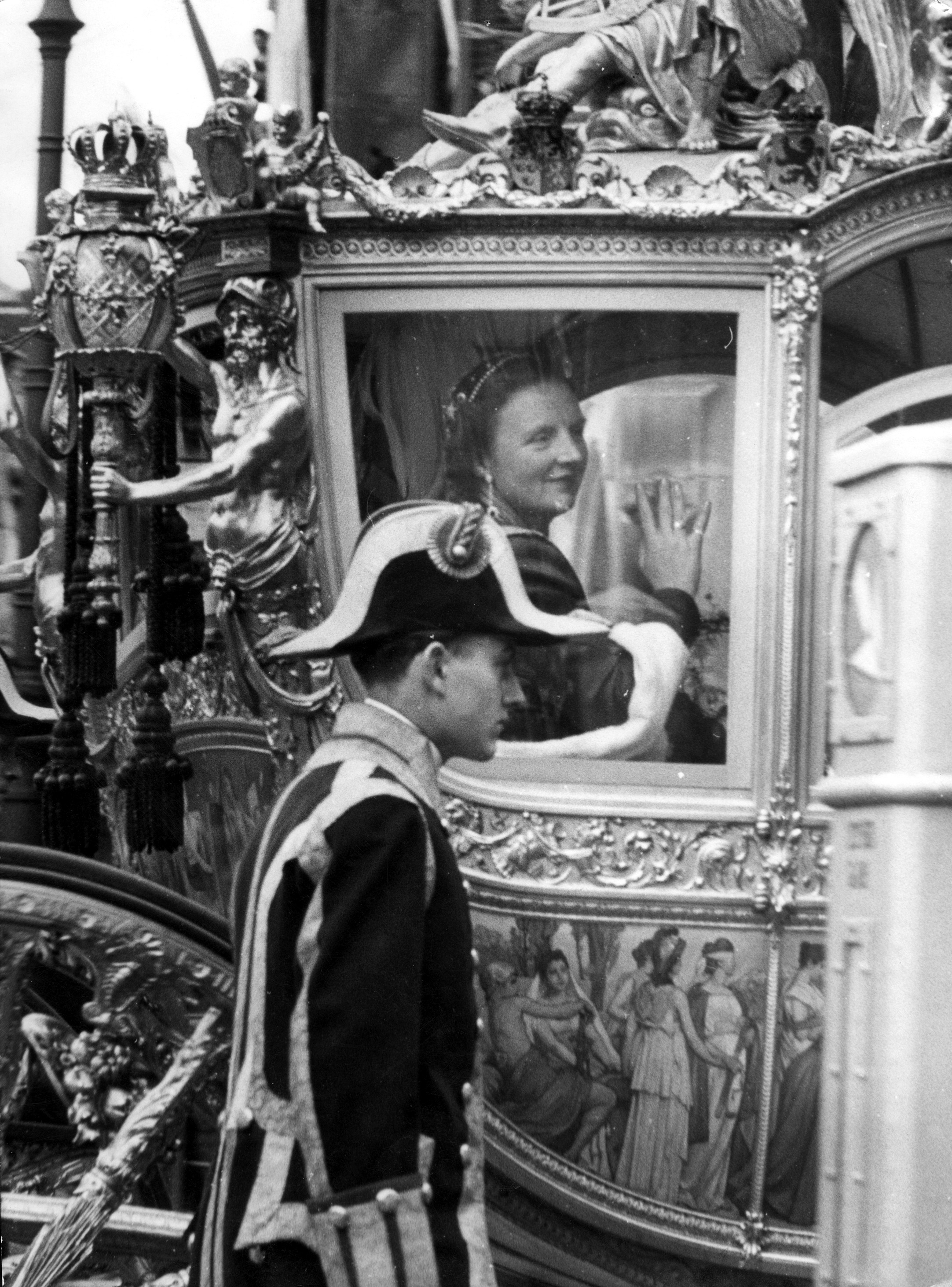
Lakei bij de Gouden Koets
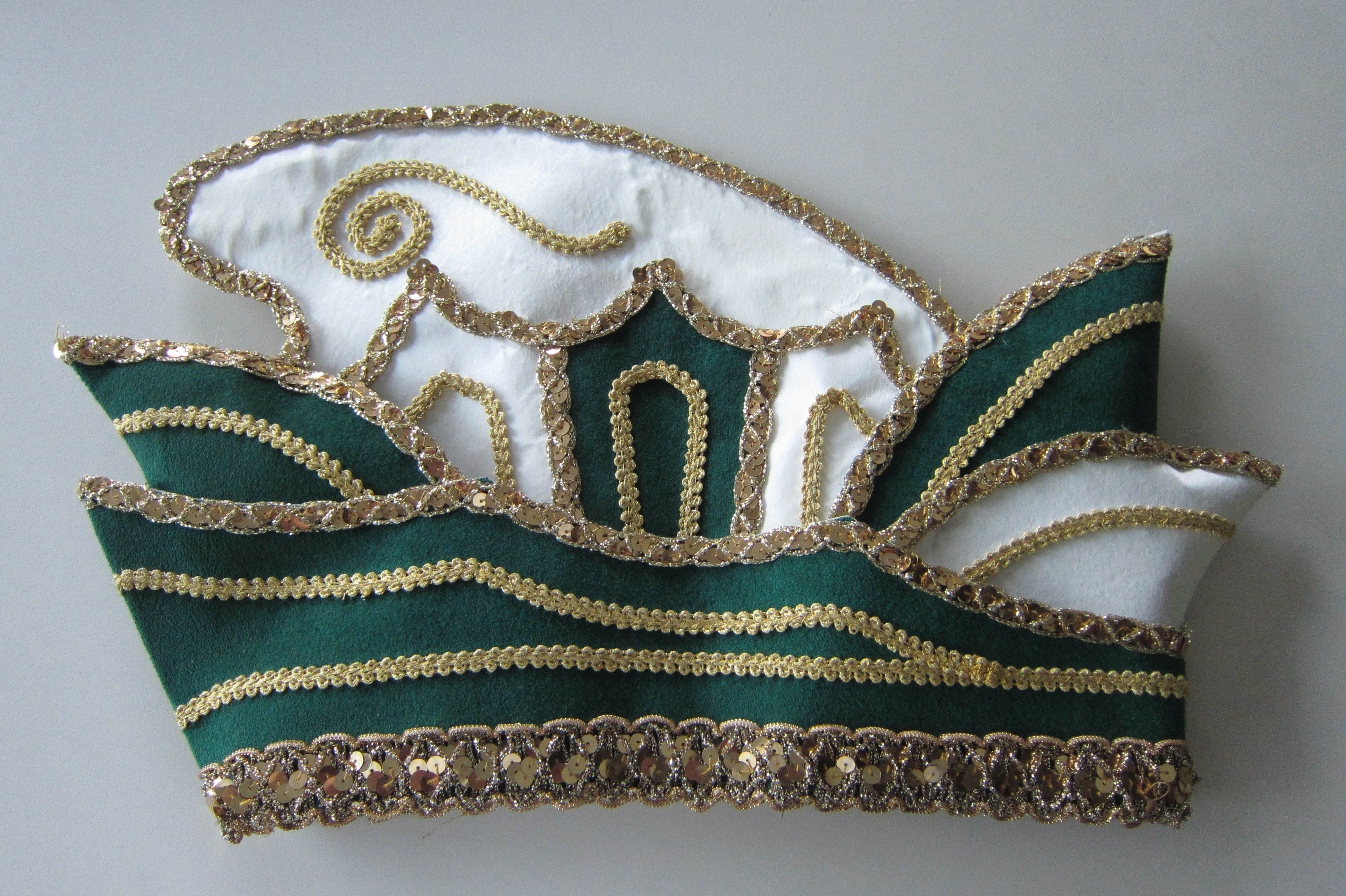
Prinsensteek voor carnaval Diepenbeek